# Polski Związek Ludowców
Polski Związek Ludowców (PZL) – odłam polskiego ruchu ludowego istniejący w latach 1923–1924. Powstał w grudniu 1923 oddzielając się od PSL „Piast”. W maju 1924 połączył się z partią Polskie Stronnictwo Ludowe – Lewica współtworząc Związek Chłopski. Przywódca: Jan Bryl. Organ prasowy: „Sprawa Chłopska”. 